# Neosiro martensi
Espèce
Neosiro martensi est une espèce d'opilions cyphophthalmes de la famille des Sironidae.

## Distribution
Cette espèce est endémique d'Oregon aux États-Unis. Elle se rencontre dans le comté de Tillamook vers Sandlake (en).

## Description
Le mâle holotype mesure 1,51 mm, les mâles mesurent de 1,50 à 1,60 mm et les femelles de 1,54 à 1,71 mm.

## Systématique et taxinomie
Cette espèce a été décrite par Karaman en 2022.

## Étymologie
Cette espèce est nommée en l'honneur de Jochen Martens.

## Publication originale
- Karaman, 2022 : « North American sironids (Opiliones, Cyphophthalmi) and composition of the family Sironidae with a description of two new species », Biologia Serbica, vol. 44, no 2, p. 33–59 (texte intégral).